# 天鉤一
仙王座4（天钩一），又名BD+66 1318，HD 197950、SAO 19004、HR 7945，是仙王座的一颗恒星，视星等为5.58，位于銀經101.72，銀緯14.68，其B1900.0坐标为赤經20h 41m 56.1s，赤緯+66° 14.68′ 38″。